# Glypta asperata
Glypta asperata là một loài tò vò trong họ Ichneumonidae.